# جبهه خلق برای رهایی و تغییر
جبهه خلق برای رهایی و تغییر (به عربی: الجبهة الشعبیة للتحریر والتغییر) ائتلافی از احزاب سیاسی سوریه است که رهبری اپوزیسیون رسمی در مجلس خلق سوریه پارلمان قانونگذاری سوریه را در دست دارد.